# Ral·li de Rússia
El Ral·li de Rússia, oficialment Rally Russia, era una prova de ral·li sobre terra que es va celebrar entre 2007 i 2009 entorn de la ciutat russa de Víborg, la qual formava part del calendari de curses del Intercontinental Rally Challenge.
Curiosament, tots els seus vencedors van ser pilots finlandesos.

## Palmarès
| Any  | Pilot         | Copilot        | Vehicle                        | Ref.  |
| ---- | ------------- | -------------- | ------------------------------ | ----- |
| 2007 | Anton Alén    | Timo Alanne    | Fiat Abarth Grande Punto S2000 |       |
| 2008 | Juho Hänninen | Mikko Markkula | Peugeot 207 S2000              | [ 1 ] |
| 2009 | Juho Hänninen | Mikko Markkula | Škoda Fabia S2000              | [ 2 ] |